# Hilda Molina
Hilda Molina y Morejón, née le 2 mai 1943 à Ciego de Ávila à Cuba, est la première femme cubaine à obtenir un diplôme de neurochirurgienne. En 1987, elle est neurochirurgienne en chef du pays et fonde le Centro Internacional de Restauración Neurológica (CIREN) à La Havane.
Proche de Fidel Castro, elle est députée à l'Assemblée nationale du pouvoir populaire. À partir des années 1990, elle critique le système de santé public de Cuba. Elle rompt avec le régime castriste et démissionne de ses différents postes en 1994. En rétorsion Fidel Castro l'empêche de quitter Cuba pendant près de 15 ans. Finalement, elle peut s'exiler en 2009 pour se réfugier en Argentine.

## Biographie
Hilda Molina, née le 2 mai 1943, est élevée dans une famille catholique et suit ses études dans des écoles religieuses. En 1959, après la prise de pouvoir de Fidel Castro, à l'âge de 15 ans, elle s'engage dans les campagnes d'alphabétisation des populations et participe aux travaux agricoles. Puis elle décide de suivre des études de médecine. Elle est la première femme cubaine à obtenir un diplôme de neurochirurgienne. 
Dans le cadre de l'envoi de médecin à l'étranger, Hilda Molina est présente en Algérie en 1983 et 1984. Elle indique avoir été abusée, elle ne sait pas à l'époque que son « gouvernement recevait des devises étrangères en échange du travail des médecins dans des conditions précaires ». Elle estime par ailleurs que le personnel médical devrait être volontaire et regrette son utilisation à des fins de propagande.
En 1987, Hilda Molina fonde le Cuba International de Restoration Neurological (CIREN) à La Havane. Concernant les violations des droits humains à Cuba, elle explique plus tard : « Je n'avais accès qu'à la presse cubaine, je n'étais pas au courant. Il y avait bien des choses que je ne comprenais pas, mais je faisais tout pour les justifier. Je pensais que les problèmes venaient des individus et non du système ».
En 1991, le centre devient le plus important de Cuba. La même année, Hilda Molina indique recevoir les directives du ministre de la Santé de l'époque, Julio Teja Perez, pour accueillir et soigner les étrangers payant en dollars américains. Pour Hilda Molina : « L'une des plus grandes trahisons du peuple est la discrimination alors naissante des patients cubains par rapport aux étrangers, puisque les meilleurs centres de santé étaient destinés aux patients d'autres nationalités ». Auparavant, le centre ne traitait que des patients cubains. En 1994, Hilda Molina démissionne de son poste, du Parti communiste cubain et de son siège à l'Assemblée nationale. En 1995, elle se rapproche des opposants au régime castriste. Elle fonde la première association médicale indépendante de l'île et en devient la présidente. Toujours en 1995, elle adhère au Comité cubain des droits de l'homme. Elle indique, par ailleurs, qu'elle et son fils sont soumis à des représailles dans ce qu'on appelle des « actes de répudiation »,,. 
Pour lui nuire, de multiples critiques lui sont formulées. Elle aurait été la maîtresse de Fidel Castro et aurait chercher s'approprier le CIREN. Elle aurait, dans ses recherches, utilisé des fœtus avortés de manière illégale. Or si le CIREN utilise effectivement des tissus embryonnaires, ceux-ci sont obtenus légalement car l'avortement est autorisé à Cuba. Toutefois quelques années plus tard, elle indique : « J'ai retrouvé Dieu peu avant de rompre avec le régime castriste et j'ai compris que l'avortement va à l'encontre des préceptes de la religion ».
Hilda Molina relève, au début des années 2000, un système de santé cubain déficient à de multiples égards. Très isolée, elle reçoit néanmoins le soutien d'opposants au régime castriste dont l'écrivain Dagoberto Valdés Hernández (en), l'économiste Marta Beatriz Roque et les membres du mouvement des Dames en blanc. 

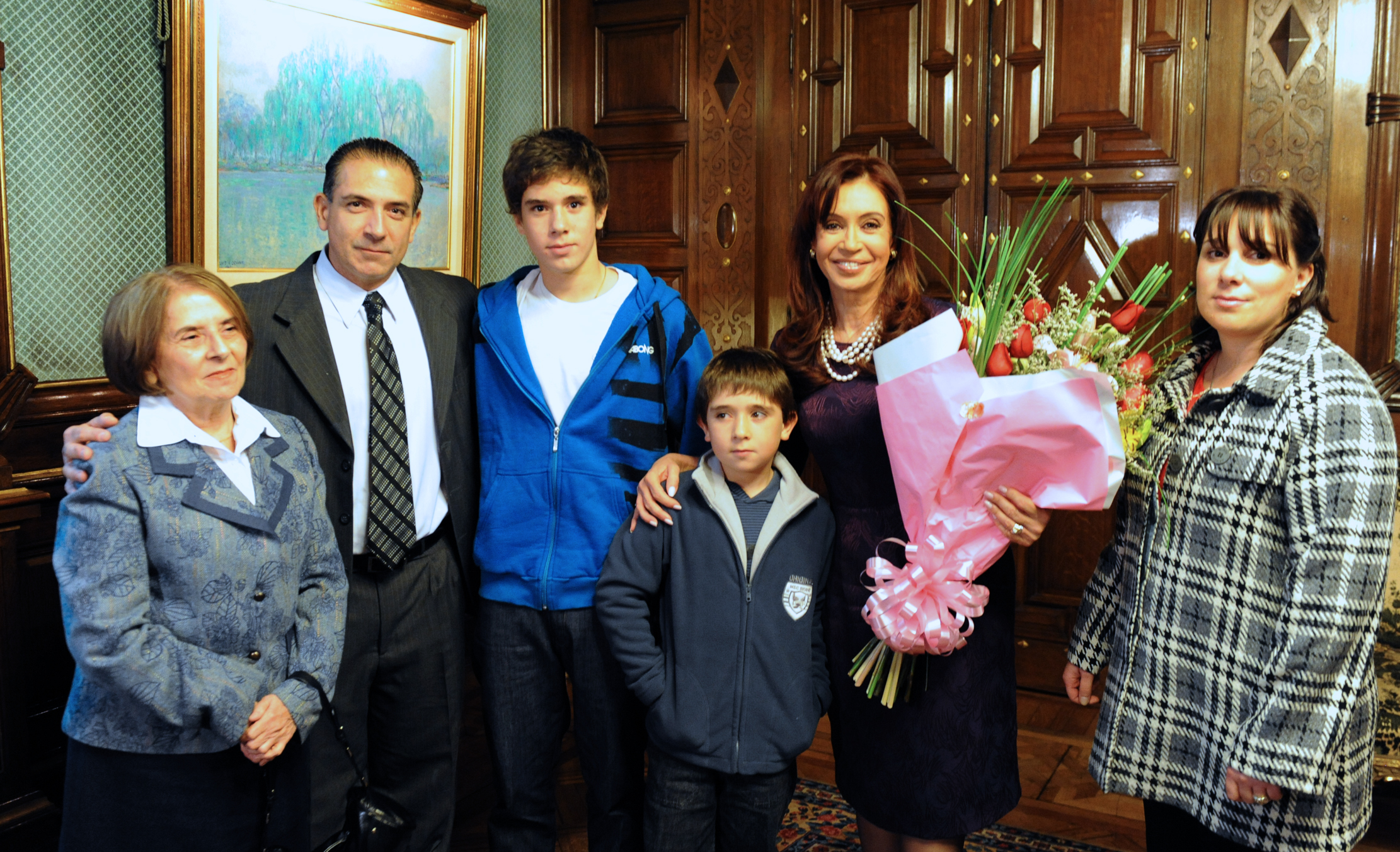
Hilda Molina reçue par la présidente de l'Argentine, Cristina Fernández de Kirchner, en 2009.

Fidel Castro intervient personnellement pour l'empêcher de quitter Cuba en représailles à sa démission et à ses critiques du système de santé. Il lui est indiqué que « son cerveau appartient au patrimoine du pays ».  Quand le président argentin Nestor Kirchner sollicite Fidel Castro pour obtenir sa libération, il répond « Jamais ! ». Et comme Hilda Molina est désormais soutenue au niveau international, Fidel Castro lui reproche d'être « un excellent objet de chantage ». Ainsi Hilda Molina s'est continuellement vu refuser un visa pour voyager pour des raisons personnelles et professionnelles jusqu'en juin 2009, date à laquelle l'autorisation de rejoindre sa famille en Argentine lui est enfin donnée,.
En juin 2021, dans le cadre de pandémie de Covid-19 à Cuba, Hilda Molina s'interroge sur l'efficacité des vaccins cubains SOBERANA 02 et CIGB-66 utilisés pour vacciner la population alors qu'ils ne sont pas encore approuvés par les agences de santé, y compris à Cuba. Elle relève que la « dictature » cherche à commercialiser les vaccins et à les utiliser idéologiquement pour vanter le régime communiste.

## Publication
- Mi Verdad, Planeta (édition espagnole), 2010, 448 pages  (ISBN 978-9504922896).